# Captain Gumbo
Captain Gumbo is een Nederlandse band die vooral cajun en zydeco speelt. De band nam haar eerste cd op in 1990 en had een hit met de single Allons à Lafayette, een nummer dat in 1928 voor het eerst werd opgenomen door Joe Falcon en Cléoma Breaux.

## Geschiedenis
Captain Gumbo werd in 1987 opgericht door drummer Joost Witte en gitarist Gerard de Braconier die beiden in Toontje Lager hadden gespeeld. Samen met bassist Hans Soeteman en zanger/accordeonist Mark Söhngen vormden ze een nieuwe band. Al snel werd Soeteman vervangen door Leon Giesen die later weer door Nico Heilijgers werd vervangen. Toetsenist Roel Spanjers speelt ook regelmatig mee met de band en tegenwoordig treedt ook saxofonist Jan de Ligt regelmatig mee op.

## Discografie

### Studio Albums
- 1 More 2 Step (1990)
- Back À La Maison (1992)
- Chank-A-Chank (1994)
- Midlife Two-Step (1997)
- Gumbo No. 5 (2001)

### Live Album
- Live, Vive Le Captain (2013)

### Singles
- Allons A Lafayette (1990)
- Donnez-Moi De La Bière (1991)
- Eh Bébé (1993)